# Transport des phosphates dans la marine marchande
 (décembre 2015).
Si vous disposez d'ouvrages ou d'articles de référence ou si vous connaissez des sites web de qualité traitant du thème abordé ici, merci de compléter l'article en donnant les références utiles à sa vérifiabilité et en les liant à la section « Notes et références ».
Les phosphates sont actuellement parmi les cinq matières premières les plus transportées en vrac, avec la bauxite, le minerai de fer, le charbon et le grain.

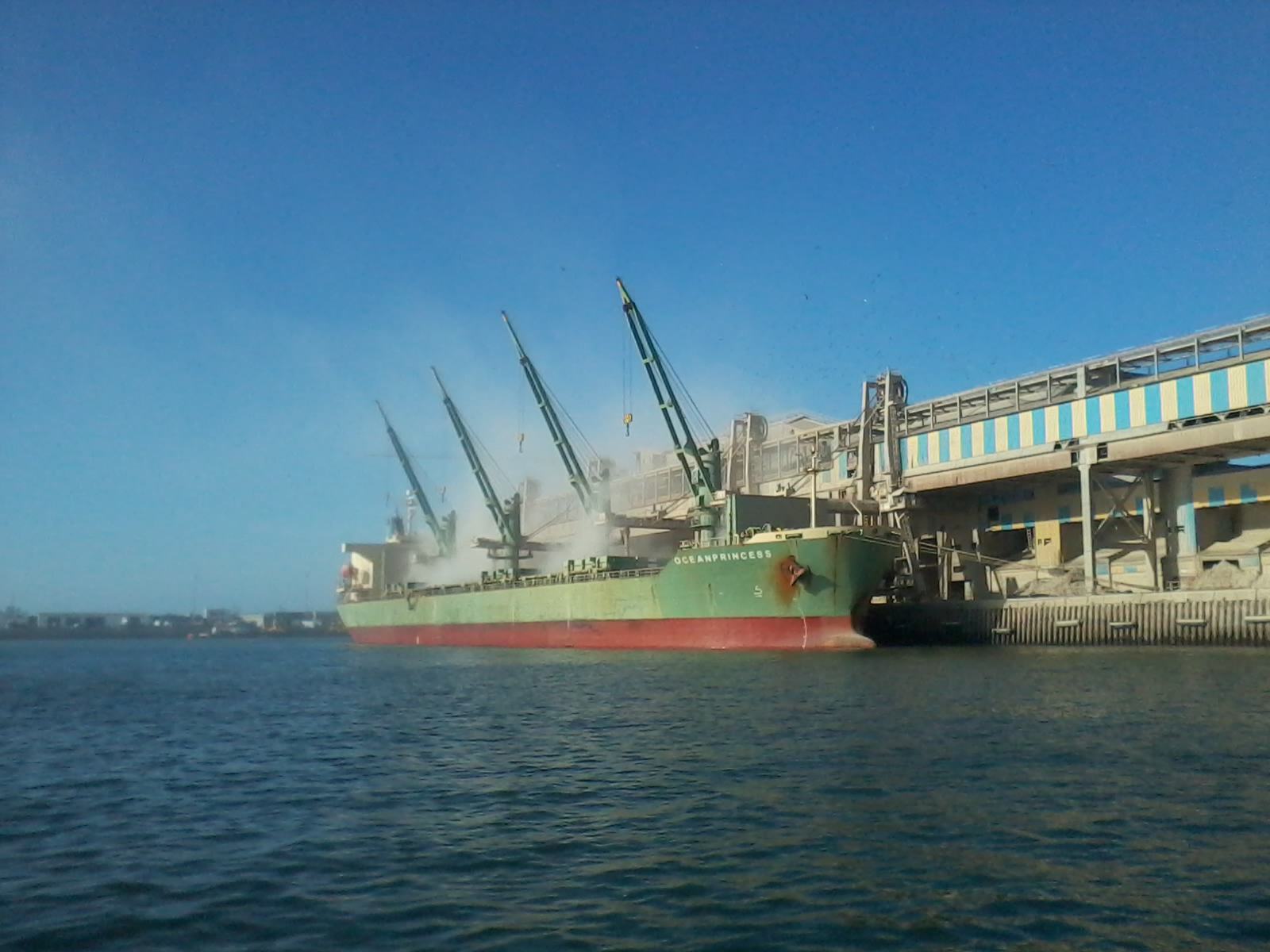
Le vraquier libérien Ocean Princess chargeant des phosphates dans le port de Casablanca

Chaque année, environ cent cinquante millions de tonnes de phosphates sont produites mondialement. Un des premiers producteurs sont les États-Unis, avec environ quarante-cinq millions de tonnes produites par an.
Ils sont transportés à travers le monde, étant omniprésents dans l'industrie agroalimentaire. Pour ce faire, la flotte mondiale utilise des vraquiers et des porte-conteneurs.

## Dangers pour les personnes
Actuellement, un seul type de phosphate produit a des effets sur la santé : il s'agit de la catégorie des phosphates monocalciques. Ceux-ci sont en effet irritants pour les yeux.
Un autre danger lié au transport des phosphates dans la marine marchande est le fait qu'ils sont transportés parfois sous forme de granulés, qui peuvent se comporter comme un « liquide » et générer des surfaces libres à bord. Ce problème des surfaces libres met en danger la stabilité du navire, pouvant aller jusqu'à le faire chavirer.

## Précautions à prendre
Afin de protéger les marins ainsi que toutes les personnes qui manipulent ces produits, il est nécessaire de porter principalement des lunettes de protection, des gants et des tenues complètes.

## Transport
Les phosphates sont transportés sous trois différentes formes :
- en vrac[2] : les phosphates sous forme de granulés sont chargés ainsi à même les cales des vraquiers, avec une protection thermique entre la cargaison et la coque (en anglais : dunnage) ;
- en sacs de vingt-cinq kilogrammes : déposés dans les cales des vraquiers en rangées et étages, ou dans des conteneurs à bord de porte-conteneurs principalement ;
- en big-bags[3] d'une tonne : en rangées et étages[4], comme pour les sacs de vingt-cinq kilogrammes ou dans des conteneurs.